# Plectorhinchus lessonii
Plectorhinchus lessonii är en fiskart som först beskrevs av Cuvier, 1830.  Plectorhinchus lessonii ingår i släktet Plectorhinchus och familjen Haemulidae. Inga underarter finns listade i Catalogue of Life.